# Frances Barber

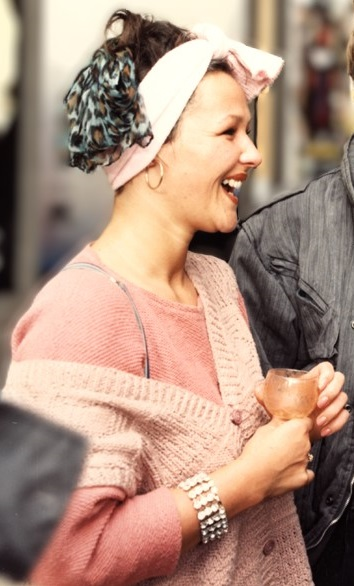
Frances Barber, 1985

Frances Barber (* 13. Mai 1958 in Wolverhampton) ist eine britische Theater- und Filmschauspielerin.

## Leben
Frances Barber studierte Schauspielerei an der Bangor University in Wales. Ab Ende der 1970er Jahre wurde sie als Film- und Theater-Schauspielerin in England tätig. Im Theater spielt sie klassische wie auch moderne Stücke. Für ihre Rolle als Marguerite in Camille bei der Royal Shakespeare Company (1985) wie auch Onkel Wanja (1997) wurde sie für einen Laurence Olivier Award nominiert.

## Filmografie (Auswahl)
- 1982: Der Missionar (The Missionary)
- 1985: Ein Z & zwei Nullen (A Zed & Two Noughts)
- 1986: Castaway – Die Insel (Castaway)
- 1987: Sammy und Rosie tun es (Sammy and Rosie Get Laid)
- 1987: Das stürmische Leben des Joe Orton (Prick Up Your Ears)
- 1989: Liebe, Betrug und andere Leidenschaften (Chambre à part)
- 1991: Young Soul Rebels
- 1992: Nonstop nach Glasgow (Soft Top Hard Shoulder)
- 1992: Inspektor Morse, Mordkommission Oxford (Inspector Morse, Fernsehserie, 1 Folge)
- 1994: Giorgino
- 1994: Germaine und Benjamin (Du fond du cœur)
- 1997: Der Elfengarten (Photographing Fairies)
- 1997: Im Eishaus (The Ice House, Fernseh-Zweiteiler)
- 1998: Still Crazy
- 1999: Mauvaise passe
- 2000: Shiner
- 2001: Superstition – Spiel mit dem Feuer (Superstition)
- 2002: Red Siren (La Sirène rouge)
- 2005: Dead Fish
- 2005: Agatha Christie’s Marple (Fernsehserie, 1 Folge)
- 2005: Goal!
- 2006: New Tricks – Die Krimispezialisten (New Tricks, Fernsehserie, 1 Folge)
- 2007: Goal! II
- 2008: King Lear
- 2009: Auf doppelter Spur (Agatha Christie’s Poirot; Fernsehserie, Folge The Clocks)
- 2010: Die Weihnachtsgeschichte – Das größte Wunder aller Zeiten (The Nativity)
- 2010: Inspector Barnaby (Midsomer Murders) Fernsehserie, Staffel 13, Folge 5: Mord von Meisterhand (Master Class)
- 2011: Kate Bush:  Deeper Understanding (Musikvideo)
- 2011: Doctor Who (Fernsehserie, 7 Folgen)
- 2011: Charles Dickens’ Große Erwartungen (Great Expectations; Miniserie, 2 Folgen)
- 2011: Death in Paradise (Fernsehserie, 1 Folge)
- 2012–2014: Silk – Roben aus Seide (Silk; Fernsehserie, 12 Folgen)
- 2013–2014: Psychobitches (Fernsehserie, 9 Folgen)
- 2015: Mr. Holmes
- 2016: El elegido
- 2016: Die Medici (I Medici; Fernsehserie, 3 Folgen)
- 2017: Inspector Barnaby (Midsomer Murders) Fernsehserie, Staffel 19, Folge 2: Mord in bester Absicht (Crime And Punishment)
- 2017: Der Buchladen der Florence Green (The Bookshop)
- 2017: Film Stars Don’t Die in Liverpool
- 2019: Trick or Treat
- 2020: The Split – Beziehungsstatus ungeklärt (The Split, Fernsehserie, 1 Folge)
- 2021: Whitstable Pearl (Fernsehserie, 6 Folgen)
- 2021: A Bird Flew In
- 2022–2023: The Chelsea Detective (Fernsehserie, 4 Folgen)